# قانون اساسی رومانی
قانون اساسی رومانی عالی‌ترین قانون کشور رومانی در ۲۱ نوامبر ۱۹۹۱ به تصویب رسید. این قانون که در رفراندوم ملی ۸ دسامبر به رای گذاشته شد ساختار کلی حکومت رومانی، حقوق و وظایف شهروندان و شیوه‌های قانون گذاری را تعریف می‌کند. این قانون به عنوان اساس مشروعیت حکومت رومانی محسوب می‌شود.
قانون اساسی یک بار در رفراندوم ۱۸ اکتبر ۲۰۰۳ اصلاح شد. متن جدید قانون در ۲۹ اکتبر ۲۰۰۳ به اجرا در آمد.

## ساختار
قانون اساسی سال ۱۹۹۱، همچون قانون اصلاح شده سال ۲۰۰۳، شامل ۱۵۶ مقاله است که در ۸ عنوان تقسیم شده است:
- عنوان اول - اصول کلی
- عنوان دوم - حقوق اساسی، آزادی‌ها و وظایف
- عنوان سوم - مقامات دولتی
- عنوان چهارم - اقتصاد و امور مالی
- عنوان پنجم - دادگاه قانون اساسی
- عنوان ششم - یکپارچکی اروپا-آتلانتیک
- عنوان هفتم - تجدید نظر در قانون اساسی
- عنوان هشتم - مقررات نهایی و انتقالی